# Jaapiales
Jaapiales es un orden de hongos perteneciente a la clase Agaricomycetes. Fue documentado por primera vez en 2010 para contener Jaapia, un género resupinado hasta entonces clasificado en los boletales. Análisis moleculares de ADN mostraron que se trataba de un grupo hermano (una de los dos clados resultantes de la división de un único linaje) del resto de Agaricomycetidae.
El género Jaapia fue documentado por primera vez por el micólogo italiano Giacomo Bresadola en 1911, y contiene dos especies muy distribuidas, J. argillacea y J. ochroleuca.